# Акімов Іван Якимович

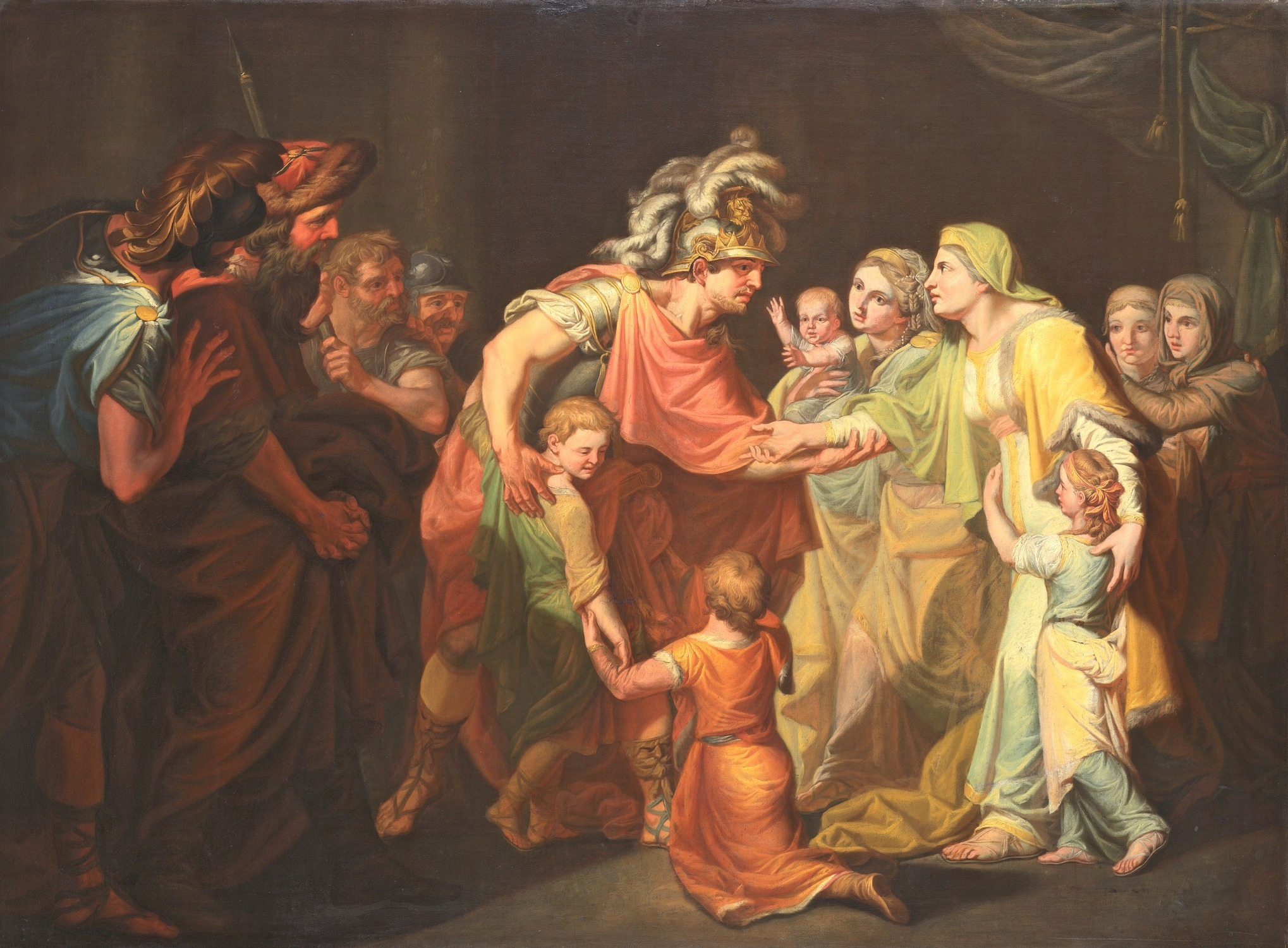
Великий князь Святослав цілує свою матір і дітей, повернувшись із Дунаю до Києва. 1773.

Іва́н Яки́мович Акі́мов (рос. Иван Акимович Акимов, * 2 червня 1755, Санкт-Петербург — † 27 травня 1814, Санкт-Петербург), російський художник, представник класицизму.

## Біографічні дані
Син складача Сенатської друкарні, Іван Акімов у десятирічному віці написав прохання про те, щоб його прийняли у вихованці Петербурзької академії мистецтв, мотивуючи це своєю бідністю. Прохання задовольнили. У 1764–1773 він навчався в Академії в Антона Лосенка. 1769 року отримав дві срібні медалі, у 1771-му — одну срібну медаль. Наступного року здобув дві золоті медалі. У 1773 році Акімов отримав золоту медаль за картину «Великий князь Святослав цілує свою матір і дітей, повернувшись із Дунаю до Києва».
У 1773–1778 роках він був стипендіат від Академії мистецтв в Італії. Відвідав Париж, Авіньйон, Ліон, Геную, потім Болонью. Навчався в болонській Піоклементійській академії в Ґаетано Ґандольфі, але навчання там було поставлене незадовільно, тож Акімов через рік перебрався до Рима. Пізніше, з наказу, що надійшов із Академії, повернувся до Болоньї, де закінчив твір «Прометей, що робить статую з наказу Мінерви». Згодом художник знову жив у Римі, Венеції та Флоренції.
З 1779 року Іван Акімов працював викладачем у Петербурзькій академії мистецтв. Допомагав професорові Гаврилові Козлову. У 1782-му був обраний академіком Петербурзької академії мистецтв за картину «Самоспалення Геркулеса на багатті в присутності свого друга Філоктета після одержання смертоносної одежі від своєї колишньої коханої Деяніри, викраденої кентавром Несусом». З 1785 року Акімов — ад'юнкт-професор Академії.
У 1791-му він став директором Імператорської шпалерної мануфактури. Викладав також малювання дочкам імператора Павла I. Був член академічної ради Академії мистецтв. У 1794 році Акімов став ад'юнкт-ректором Академії. З 1796 по 1800 рік він, за поданням президента Академії мистецтв Мусіна-Пушкіна, обіймав посаду її директора.
Акімов володів викладацьким даром і мав доволі великий вплив на освіту російських історичних живописців, хоча сам не був першокласним художником. Твори Акімова, зокрема, вважалися гіршими, ніж його сучасника Григорія Угрюмова. Іван Якимович був одним із перших історіографів російського мистецтва. Добре відома його стаття «Краткое историческое известие о некоторых российских художниках», опублікована 1804 року в журналі «Северный вестник». Займався також драматичною літературою.
Перед смертю Акімов заповів Петербурзькій академії мистецтв 15 тисяч рублів асигнаціями на утримання двох стипендіатів його імені.

## Головні роботи Акімова
- «Прометей і Мінерва»
- «Великий князь Святослав цілує свою матір і дітей, повернувшись із Дунаю до Києва» (1773, зберігається в Третьяковській галереї, Москва)
- «Геркулес на роздоріжжі» (1801, зберігається в Російському музеї, Санкт-Петербург)
- «Самоспалення Геркулеса на багатті в присутності свого друга Філоктета після одержання смертоносної одежі від своєї колишньої коханої Деяніри, викраденої кентавром Несусом»

На початку XX століття малюнки роботи Акімова перебували у зібраннях Сергія Боткіна і графині Є. В.  Мордвинової.